# Ctenochira deplanata
Ctenochira deplanata là một loài tò vò trong họ Ichneumonidae.